# Charles II de Cossé
Pour les autres membres de la famille, voir Maison de Cossé-Brissac.
Pour les articles homonymes, voir Cossé, Brissac et Maréchal de Brissac.
Charles II de Cossé, comte puis duc de Brissac, né en 1550 au château d'Ételan, mort en juin 1621, est un militaire français des XVIe et XVIIe siècles. Pair de France, il est fait maréchal de France par Henri IV.

## Biographie

### Origines et famille
Fils de Charles Ier de Cossé, comte de Cossé-Brissac, frère cadet de Timoléon de Cossé, après la mort duquel il est nommé grand fauconnier de France.
Le 6 octobre 1579, il épouse Judith d'Acigné, dont il eut une fille (carmélite sous le nom de sœur Angélique de la Trinité) et deux fils, François qui lui succéda dans la dignité de duc et pair et Charles qui fut marquis d'Acigné. À la mort de sa femme en 1598, il épouse en secondes noces le 21 mai 1602 Louise d'Ongnies, veuve de Robert de Sepois de Crouy.

### Carrière militaire
Il fut colonel de douze vieilles bandes d'infanterie, qui prirent le nom de Brissac, et à la tête desquelles il servit jusqu'à l'évacuation du Piémont, en 1574. En 1582, il embarqua sur la flotte commandée par Strozzi, qui portait 6 000 hommes destinés à secourir dom Antoine de Portugal, et à le conduire aux îles Açores, où celle de Tercère tenait encore pour lui. Les troupes descendirent dans l'île Saint-Michel, défirent 2 000 Espagnols, et s'emparèrent de Villefranche. La flotte espagnole parut bientôt après ; on en vint à une action générale, Strozzi fut blessé à mort. Le vaisseau du comte de Brissac, criblé de coups de canon, coulait à fond ; il se sauva dans sa chaloupe et revint en France avec les débris de la flotte.
Il obtint le gouvernement du château d'Angers, qu'il reprit sur les calvinistes en 1585. Il suivit le duc de Guise en 1586, à la prise de Douai, de Rocroi, et aux combats de Vimori et d'Auneau. Le prince l'envoya à Paris en 1588, pour commander un des quartiers de cette capitale, que les seize avaient entrepris de soulever contre le roi. Il fut le premier à y former des retranchements connus sous le nom de barricades, et, secondé des habitants du faubourg Saint-Germain, il enferma si bien entre les ponts le brave Crillon, qu'il le mit hors d'état de faire aucun mouvement. Il arrêta ensuite le tumulte, garantit les Suisses que le peuple maltraitait, et les conduisit vers le Louvre.
Il présida la chambre de la noblesse aux États de Blois, en 1588. Henri III le fait arrêter après la mort du duc de Guise, mais lui rend bientôt après la liberté. Il se jette alors dans le parti de la ligue, défend Falaise, où le roi le fait prisonnier. Le duc de Mayenne le nomme gouverneur du Poitou, de La Rochelle, de l'Aunis et de l'île de Ré, pour la ligue. Il y commanda jusqu'en 1594. Mayenne l'avait créé, dès 1593, maréchal pour la ligue, et l'établit, en janvier 1594, gouverneur de Paris, titre qu'il remit, le 22 mars suivant, à Henri IV. Le brave Saint-Luc, qui avait épousé sa sœur, avait ménagé sa réconciliation avec le roi, et refusa le bâton de maréchal de France, qu'il demanda pour Brissac à qui le roi l'accorde.
Chevalier des Ordres du Roi en 1595, il commanda l'armée du roi en Bretagne en 1596, défit en 1597 les troupes du duc de Mercœur à Messac, prit Dinan, Quimper et Hennebont. Duc et pair en 1611, il accompagna en 1615 Louis XIII, qui allait en Guyenne au-devant de la future reine Anne d'Autriche.
En 1615, déjà lieutenant général de la province, il devient gouverneur de Bretagne, jusqu'à ce que son fils lui succède en 1621.

« Le cardinal de Richelieu (...) engagea le roi Louis XIII à mettre à exécution le projet de former à Blavet un port de commerce, d'y bâtir une citadelle et une ville nouvelle mieux fortifiée que la première, et voulut qu'elle soit située dans une meilleure position, à l'embouchure de la rivière de Blavet. Le maréchal de Brissac fut chargé de l'exécution de l'entreprise par une commission expresse que le cardinal lui fit expédier à ce sujet, le 8 juillet 1616. En conséquence ce maréchal fut créé gouverneur de Blavet. Le monarque voulut que cette ville fût nommée de son nom, le Port-Louis, nom qu'elle a toujours conservé depuis. Elle passe pour une des mieux fortifiées de la province. »

Le 11 janvier 1616, conjointement avec Villeroi, secrétaire d'État, il conclut une trêve avec M. le prince, et la paix de Loudun le 3 mai suivant. Il assista à l'assemblée des grands du royaume, tenue à Rouen en 1617, et se rendit à l'armée du roi en 1621 ; mais étant tombé malade au siège de Saint-Jean-d'Angély, on le transporta au château de Brissac, où il mourut en juin 1621.

## Sources
- « Charles II de Cossé », dans Louis-Gabriel Michaud, Biographie universelle ancienne et moderne : histoire par ordre alphabétique de la vie publique et privée de tous les hommes avec la collaboration de plus de 300 savants et littérateurs français ou étrangers, 2e édition, 1843-1865 [détail de l’édition]